# 無人駕駛 (2000年電影)
《無人駕駛》（英語：Spacked Out）是一部於2000年上映的香港青春犯罪題材電影，由劉國昌執導，譚潔雯、張詠妍、區文詩、潘美琪等主演。本片與劉國昌1988年的電影處女作《童黨》相似，都以邊緣青少年問題為題材，起用新人為主要演員，並獲得該年度香港國際電影節垂青（第廿四屆香港國際電影節開幕電影）。本片獲得第37屆金馬獎四項提名。

## 故事大綱
餅（譚潔雯飾）、蕉（區文詩飾）、詩（張詠妍飾）、腐乳（潘美琪飾），四名來自屯門新市鎮破碎家庭的少女，無心向學，厭惡學校的紀律與大人的嘮叨，喜歡以購物、唱卡拉OK、電話交友、閒聊等事渡日，甚至有高買習慣，和參與深港過境走私活動。四女對愛情滿是憧憬與困惑。阿餅發現自己懷孕，四人流連旺角鬧市尋找其失蹤的男友。四女各自遭受家庭和愛情的不如意，心靈受創的同時，種種經歷卻增進了她們之間的友誼，共同面對人生。

## 演員及角色表
| 演員             | 角色           | 備註 |
| ---------------- | -------------- | --- |
| 譚潔雯           | 阿餅           | 13歲，被男友拋棄，卻發現懷孕，不忍墮胎。 |
| 區文詩           | 阿蕉           | 尋找短暫戀愛帶來的刺激，濫交，曾墮胎多次。直至其同樣縱慾的契姐不幸身亡，才有所醒悟。                                                                         |
| 潘美琪           | 腐乳           | 髮型近乎剃光、火爆性格的女同性戀者。因與詩的感情糾紛而割腕宣洩。                                                                                             |
| 張詠妍           | 詩             | 雙性戀者，以騎驢找馬心態與腐乳保持同性戀人的關係，當有異性能滿足她，就不顧腐乳的感受，投入別人懷抱。                                                         |
| 朱敏華           | 梁麗儀（阿儀） | 阿餅在泳池遇到的少女，家境優於餅，令餅進入另一個世界，後來餅隨她到圖書館，遭受歧視。餅一直對她帶有掛念且曖昧之情，直到得知她去了外國後，這種感情仍影響著餅。 |
| 林愷雯           | 阿蚊           | |
| 方寶兒           | 腐乳媽媽       | |
| 賴嘉賢           | 阿鋒           | |
| 李春慧           | HCKMC學生      | |
| 黃玉婷（黃鈺渟） | 阿蕉媽媽       | |
| 惠康             |                | |
| 汪偉謙（汪惠謙） | 訓導主任       | |

## 製作
片名取自2000年香港商業電台的一個深宵節目《無人駕駛》。
本片的選角及人物設定方式與劉國昌的成名作《童黨》如出一轍，編劇們於屋邨走訪大量青少年，以所聽聞的真實故事塑造角色；起用沒有電影拍攝經驗的新人為主角，選角時會盡量尋找性格與角色相似的演員。劉國昌不要求演員死記對白，讓她們消化對白意思後，以符合時下青年的用詞和說話方式演繹出來。雖然劉國昌曾在訪問中稱譚潔雯、張詠妍、區文詩、潘美琪四名主角都是由經理人在街上物色而來，但據張、區、潘三人後來的訪問，潘美琪稱最初是陪朋友試鏡，區文詩更早有些廣告拍攝經驗，張詠妍則稱是通過經理人公司入行，實亦有些演藝經驗。
劉國昌表示，他非但沒有借鏡前作《童黨》，反而是故意避免再用地其中一些手法，如《童黨》的故事結構是起承轉合，一板一眼，本片則以片段式去觸摸青少年的心態。此外，歷來提到邊緣少女的作品，多涉及賣淫及黑社會，《童黨》亦然，但本片未有觸及該兩點。

## 發行
香港：本片於2000年5月4日至5月26日上映共23天，票房約港幣一百三十多萬元。 2023年被選中成為第十七屆鮮浪潮國際短片節中開幕電影，因為場次爆滿，反應非常熱烈之下，觀眾要求加場，發行公司重新在戲院上映，2023年7月14日由高先電影院放映數碼修復版。
臺灣：據《中華民國九十年電影年鑑》（講述民國八十九年、2000年），本片由昇龍影業有限公司申請發行，執照期限為2000年10月30日至2004年10月29日。但電影年鑑2000至2004年之票房統計表均未列出本片。
美國：2023年由Kani Releasing公司發行藍光影碟及美國多個城市院線放映。
法國：2021年由Spectrum Films公司發行藍光影碟。

## 評價
本片刻意醜化家長和教師，還有主角在青年團體開設的圖書館遭受冷待等情節，均是批判主流社會漠視邊緣青少年。
香港國際電影節之介紹及影評人列孚均認為，本片秉承劉國昌以往的寫實風格，技巧更為成熟。但影評人梁子凌批評手法不統一，全片高潮──診所墮胎一幕棄用寫實手法，轉以超現實手法；他亦批評本片只是片面醜化成年人，對邊青問題欠缺分析與深度。
影評人賓尼將本片喻為香港版的《迷幻列車》（前者雖不及後者的幽默和精彩），但他亦認為本片描述的邊青下場及轉變，仍是依從建制而來準則，欠缺能讓青年人從自身出發、及能與觀眾「互動」的反思空間（《童黨》的結局亦相類）。影評人張偉雄亦指本片早有評定的視覺，與上述看法相似；張亦不滿診所墮胎一幕的處理。
鮮浪潮官方評述說到或許是因為沒有前設檢查，結果自述的內容不少均頗具爭議性，很快便成為城中熱議話題。電影受商業電台節目啟發，卻另行杜撰故事內容，但從選角（幾乎全是素人）、場景（全部實景）到拍攝手法（98％手提，同步錄音），都盡量貼近現實，出來的效果是由頭到尾游離於紀錄片與劇情片之間，既驚人地真實（尤其是演員的表演和對白的語言）、更詭異地風格化（stylised）——黎耀輝的 35mm 攝影穿梭城中橫街窄巷，構圖凌厲，靈巧跳脫，女主角最後墮胎一場毫無預警突然變為超現實式處理，尤其值得表揚——不但突破了劉國昌同樣以不良少年為題的首作《童黨》（1988），也比之前或之後與《童》片相近卻其實以剝削為主的其他電影［如黎大煒、麥當雄的《靚妹仔》（1982）、林嶺東的《學校風雲》（1988）或錢昇瑋的《三五成群》（1999）］細緻和出色太多。影片在當年推出，票房一敗塗地（總收入約130萬），評論也一致尋常，鮮見熱烈，落畫後 23 年來從未被提及，今日再睹，震撼依然，可說是過去半世紀港產片的最大遺珠。 

## 獎項及提名
| 年份 | 頒獎典禮                   | 獎項             | 名單                 | 結果 |
| ---- | -------------------------- | ---------------- | -------------------- | ---- |
| 2000 | 第七屆香港電影評論學會大獎 | 推薦電影（之一） |                      | 獲獎 |
| 2000 | 第37屆金馬獎               | 最佳新演員       | 譚潔雯               | 提名 |
| 2000 | 第37屆金馬獎               | 最佳原著劇本     | 楊倩玲、區瑞蓮、老鼠 | 提名 |
| 2000 | 第37屆金馬獎               | 最佳攝影         | 黎耀輝               | 提名 |
| 2000 | 第37屆金馬獎               | 最佳剪輯         | 陳志偉               | 提名 |

## 重映
在2023年的第十七屆鮮浪潮國際短片節中，本片獲選為開幕電影，並舉辦了多場重映，當時四名主角亦於重映活動中現身重聚。

## 備註
1. 1 2  列孚之影評則誤將張詠妍及區文詩所演角色互換。
2. ↑  同年香港女歌手彭羚亦有一首歌曲無人駕駛，應是取名自電台節目或電影。

## 外部連結
- 香港影庫上《無人駕駛》的資料（繁體中文）
- 时光网上《無人駕駛》的資料（简体中文）
- 豆瓣电影上《無人駕駛》的資料 （简体中文）
- AllMovie上《無人駕駛》的资料（英文）
- 互联网电影数据库（IMDb）上《無人駕駛》的资料（英文）